# Garza-Salinas II (Teksas)
Garza-Salinas II je naseljeno mjesto za statističke potrebe u američkoj saveznoj državi Teksas. Prema popisu stanovništva iz 2010. u njemu je živjelo 719 stanovnika.